# Hippocampus minotaur
Hippocampus minotaur är en fiskart som beskrevs av Martin F. Gomon 1997. Hippocampus minotaur ingår i släktet Hippocampus och familjen kantnålsfiskar. IUCN kategoriserar arten globalt som otillräckligt studerad. Inga underarter finns listade i Catalogue of Life.